# گژگوش راشاک
گژگوش راشاک (لهستانی: Grzegorz Rasiak (تلفظ لهستانی: [ˈɡʐɛɡɔʐ ˈraɕak])؛ زادهٔ ۱۲ ژانویهٔ ۱۹۷۹) یک بازیکن فوتبال اهل لهستان است.
وی همچنین در تیم ملی فوتبال لهستان بازی کرده‌است.